# 田坝会馆
田坝会馆，即双桂万天宫，又名双桂川主宫，位于中国四川省南充市嘉陵区双桂镇，是一处纪念“万天川主”李冰的川主信仰寺庙建筑，同时兼做四川土著人士会馆。因其位于双桂场田坝（四川话农田之意）之中，而被俗称为田坝会馆。双桂万天宫总面积约800平方米，始建于清乾隆五十六年（1791年），保存较为完。双桂万天宫山门上便刻有颂扬李冰治水功绩的门联“功同大禹昭千古，德沛苍生祀万年”和匾镌“利泽及人”等字。2002年12月27日公佈為四川省文物保護單位。